# اندیس آنومالی مخور
آنومالی مخور یک اندیس فلزی است که در حوالی شهر دیزج استان آذربایجان غربی قرار دارد و مادهٔ معدنی موجود در آن، طلا است.سنگ میزبان این اندیس گدازه‌های بالشتی بازالتی، شیل، سیلتستون، ماسه سنگ و کنگلومرا است  در این اندیس، پاراژنز‌های سینابر، گالن، اسمیت‌زونیت، مگنتیت، لیمونیت و اپیدوت یافت می‌شوند.